# Annemarie Gualthérie van Weezel
Annemarie Cecilia Gualthérie van Weezel (Den Haag, 18 december 1977) is sinds 12 juni 2010 de echtgenote van prins Carlos de Bourbon de Parme.

## Familie
Gualthérie van Weezel is een dochter van de politicus Hans Gualthérie van Weezel. Haar grootvader was Jan Gualthérie van Weezel, verzetsman en van 1952 tot 1970 hoofdcommissaris van politie te Den Haag; de overgrootvader van haar moeder Gerarda de Visser was via maternelle lijn minister Johannes Theodoor de Visser (1857-1932). Haar voornamen zijn ontleend aan haar beide overgrootmoeders: Augusta Anna Maria Modderman (1872-1948), telg uit het geslacht Modderman, en Cecilia Louise Boissevain (1875-1944), telg uit het geslacht Boissevain, welke laatste ook op 18 december werd geboren, en ook op die dag overleed.
In 2010 trouwde ze met Carlos (sinds 1996 Nederlandse) prins de Bourbon de Parme. Door haar huwelijk verkreeg ze de Nederlandse titre de courtoisie van prinses, met het predicaat koninklijke hoogheid. Vlak voor zijn dood verleende prins Carlos Hugo de Bourbon de Parme haar de nergens erkende Parmezaanse titel van gravin van Molina. Samen heeft het echtpaar twee dochters en een zoon: Luisa (2012), Cecilia (2013) en Carlos (2016).

## Carrière
Gualthérie van Weezel studeerde Rechten aan de Universiteit van Utrecht. Daarna volgde ze de postdoctorale opleiding Radio- en televisiejournalistiek aan de Rijksuniversiteit Groningen. Zij studeerde eveneens aan de James Madison University in de Verenigde Staten, de rechtenfaculteit van de Universiteit van Shanghai en die van de Universiteit van Sydney. Van 2007 tot en met 2009 werkte zij als correspondent op de Europese redactie van de NOS in Brussel (de woonplaats van haar ouders), samen met Paul Sneijder en Gert-Jan Dennekamp. Ze hield een weblog bij met haar ervaringen. Daarna keerde ze terug naar de politieke redactie van de NOS in Den Haag.
Gualthérie van Weezel was werkzaam op de parlementaire redactie van de NOS te Den Haag. In september 2011 verscheen haar boek De smaak van de macht - Gesprekken met oud-premiers, waarin ze gesprekken met de vijf nog levende oud-premiers heeft vastgelegd, vooral over de menselijke kant van het premier zijn. Deze premiers, met wie de gesprekken door haar zijn weergegeven in de vorm die in de journalistiek ook wel Q & A (vraag en antwoord) genoemd wordt, betrof Piet de Jong, Dries van Agt, Ruud Lubbers, Wim Kok en Jan Peter Balkenende.
Sinds 2019 is ze werkzaam als adviseur op het gebied van inclusief leiderschap en diversiteit.